# Lex rivi Hiberiensis
Die Lex rivi Hiberiensis (auch Bronze von Agón) war ein römisches Gesetz zur Wasserbewirtschaftung verschiedener Gemeinden im Verband der Kolonie Caesaraugusta und des Municipium Cascantum, gelegen in der römischen Provinz Hispania Tarraconensis, aus der Zeit Hadrians im 2. Jahrhundert n. Chr. Fragmente der Inschrift wurden 1993 anlässlich von Straßenbauarbeiten westlich von Zaragoza gefunden. Sie lassen allerdings keine genaue Datierung des Gesetzes zu.
Gegenstand des Gesetzes war die Nutzung eines Kanals, der parallel zum Ebro verlief. Rechtliche Bedeutung erlangte die lex aus mehreren Gründen: sie gibt differenzierte Hinweise zu den Bedingungen einer „Wassergenossenschaft“, den Zusammenschluss mehrerer Gemeinden (pagi) zur gemeinschaftlichen Bewirtschaftung der Wasserader. Den berechtigten Profiteuren konnten bestimmte Aufgaben auferlegt werden und soweit erforderlich, wurden diese durch staatsbeauftragte Publikane erledigt. Gesetzesziel war insoweit die Abschwächung der natürlichen Konkurrenz um das Wasser durch normierte Kooperationsvorgaben. Dabei fällt die ungewöhnliche Tatbestandsfolge auf, nämlich dass die Organisation der Genossenschaften zwar privatrechtlich ausgestaltet wurde, die Sanktionierung von Zuwiderhandlungen und Haftungsfragen aber einem öffentlich-rechtlichen Sanktionswesen unterlagen. Das erklärt sich daraus, dass der Kanon der Rechte und Verpflichtungen von den Gemeinden aufgestellt wurde, die von der römischen Verwaltung sodann mittels der lex festgeschrieben wurden.
Auch gibt die lex interessante Einblicke in das Prozessrecht, das dann gebraucht wurde, wenn Unstimmigkeiten bei den formlosen Vereinbarungen der Parteien (ex conventione) entstanden waren. Erkennbar ist dies an den Klagformeln zu – im vorgenannten Zusammenhang wichtigen – Rechtsinstituten wie das vadimonium, ein der Ladung vergleichbares Gestellungsversprechen, oder zum iusiurandum, die eidliche Beteuerung einer Aussage oder Abmachung.